# Feliks Gross
Feliks Gross (ur. 17 czerwca 1906 w Krakowie, zm. 9 listopada 2006 w Nowym Jorku) – polski socjolog, działacz i publicysta socjalistyczny.

## Życiorys
Jego ojcem był znany adwokat Adolf Gross, poseł do parlamentu austriackiego. Jego starszym bratem był Zygmunt Gross, natomiast bratankiem jest Jan Tomasz Gross. Był absolwentem gimnazjum im. Króla Jana III Sobieskiego, gdzie zaprzyjaźnił się z Karolem Estreicherem.
W 1929 ukończył studia prawnicze na Wydziale Prawa Uniwersytetu Jagiellońskiego w Krakowie. W 1930 r. uzyskał tytuł doktora.
Od początku studiów działał w organizacjach lewicowych m.in. Akademickim Związku Pacyfistów. Szczególnie aktywny był w Towarzystwie Uniwersytetu Robotniczego oraz Czerwonym Harcerstwie TUR. Od 1931 r. studiował nauki polityczne w Paryżu. W okresie 1934–1938 kierował Szkołą Nauk Społecznych przy TUR w Krakowie.
Po wrześniu 1939 r. działał w Organizacji Socjalistyczno-Niepodległościowej „Wolność” istniejącej w okupowanym Wilnie, wchodząc w skład jej Komitetu Głównego. W 1940 r. przez Japonię udał się do USA.
Zwolennik federalizacji Europy Środkowo-Wschodniej. W 1942 r. sekretarz Rady Planowania Europy Środkowej i Wschodniej utworzonej przez przedstawicieli rządów Czechosłowacji, Polski, Grecji i Jugosławii. Długoletni działacz Polskiej Partii Socjalistycznej na emigracji, publicysta pism „Robotnik” i „Światło”.
Prezes Polskiego Instytutu Naukowego w Nowym Jorku, członek Polskiego Towarzystwa Naukowego na Obczyźnie. Profesor emerytowany socjologii w Graduate School oraz Brooklyn College, City University of New York (CUNY), honorowy prezydent CUNY Academy for Humanities and Sciences, uczeń Bronisława Malinowskiego (prowadził badania terenowe wśród Indian Arapaho z rezerwatu Wind River w Wyoming, USA).
W PRL informacje na temat Feliksa Grossa podlegały cenzurze. Jego nazwisko znajdowało się na specjalnej liście osób z całkowitym zakazem publikacji. Zalecenia cenzorskie dotyczące jego osoby zanotował Tomasz Strzyżewski, który w swojej książce o peerelowskiej cenzurze opublikował notkę informacyjną nr 9 z 1975 roku Głównego Urzędu Kontroli Prasy, Publikacji i Widowisk. Wytyczne dla cenzorów zawierały na liście autorów zakazanych jego nazwisko głosząc: „(...) w stosunku do niżej wymienionych pisarzy, naukowców i publicystów przebywających na emigracji (w większości współpracowników wrogich wydawnictw i środków propagandy antypolskiej) należy przyjąć zasadę bezwarunkowego eliminowania ich nazwisk oraz wzmianek o ich twórczości, poza krytycznymi, z prasy, radia i TV oraz publikacji nieperiodycznych o nienaukowym charakterze (literatura piękna, publicystyka, eseistyka)”. Jego twórczość malarska i pisarska została upowszechniona w Polsce dopiero po 1989 r.

## Twórczość
- Socjologia partii politycznej (wraz z Zygmuntem Grossem), 1928 1946
- Proletariat i kultura. Warunki społeczne i gospodarcze kultury proletariatu, 1938 1986
- Robotnicy piszą (redaktor wraz z Z. Mysłakowskim), 1938
- Koczownictwo 1936
- Crossroads of Two Continents. A Democratic Federation of East-Central Europe 1945
- Socjalizm humanistyczny, 1946
- Foreign policy analysis, 1954
- Druga rewolucja przemysłowa, 1958
- The seizure of political power in a century of revolutions, 1958
- O wartościach społecznych, 1961
- The Revolutionary Party, 1974
- Ethnics in a Borderland, 1978
- Ideologies, Goals, and Values, 1985
- Wspomnienie o Adamie Ciołkoszu, 1987
- Tolerancja i pluralizm, 1992
- Federacje i konfederacje europejskie: rodowód i wizje, 1994
- The Civic and the Tribal State, 1998
- Citizenship and Ethnicity, 1999
- Wartości, nauka i świadectwa epoki, 2002.